# Карвер, Брент
Брент Карвер (англ. Brent Carver; 17 ноября 1951, Кранбрук, Британская Колумбия — 4 августа 2020, Кранбрук, Британская Колумбия) — канадский актёр, наиболее известный выступлениями на Бродвее.

## Биография
Карвер родился в Кранбруке, Британская Колумбия в семье клерка Луи Карвера и Кеннет Карвер, занимавшейся лесопильным бизнесом. Он был третьим сын из семи детей. Карвер едва не стал учителем, но в итоге решил выступать в театре. Среди его предков были валлийцы и ирландцы. В раннем возрасте он исполнял песни в дуэте с отцом, игравшем на гитаре. Любимыми актёрами Карвера были Спенсер Трейси и Бетти Дэвис. С 1969 по 1972 годы он учился в университете Британской Колумбии.
Карвер исполнил множество ролей как на театральной сцене так в фильмах, среди которых «Лилии» и «Тысячелетие». Он сыграл роль Лео в сериале «Лео и я», выходившем с 1977 по 1978 год. За роль Хорста в фильме «Бент» он получил награду «Дора».
Карвер сыграл роль Гэндальфа в постановке мюзикла «Властелин колец» в Торонто и выступил в нескольких пьесах труппы Soulpepper Theatre. Он также сыграл роль Лео Франка в мюзикле «Парад».  Дебют Карвера в США состоялся в постановке пьесы «Буря», в котором он сыграл роль Ариэля (роль Просперо сыграл Энтони Хопкинс).
В 1980-х годах Карвер активно участвовал в шекспировском фестивале в Канаде, исполнив главную роль в рок-версии пьесы «Гамлет», а позднее в 2000 году появившись в роли Тейи в мюзикле «Скрипач на крыше». В 1993 году Карвер удостоился премии «Тони» в номинации «Лучшая мужская роль в мюзикле» за роль Молинв в постановке «Поцелуй женщины-паука», которую он посвятил покойной канадской актрисе Сьюзан Райт, за два года до этого погибшей от пожара в его доме в Стратфорде, Онтарио.
В 1999 году Карвер сыграл роль Икабода Крейна в телефильме «Легенда о Сонной Лощине». Он также сыграл главную роль в эпизоде телесериала Twice. В 2002 году он сыграл роль Леонардо да Винчи в фильме «Леонардо: Мечта о полёте». В 2016 году Карвер выступил в музыкальном шоу Walk Me to the Corner в труппе Еврейского театра Гарольда Куина.
В мае 2014 года Карвер за свой вклад в канадский театр получил премию генерал-губернатора за вклад в искусство, что является высочайшей канадской наградой в области искусства.
Карвер умер 4 августа 2020 года в возрасте 68 лет в своём доме в Кранбруке.

## Роли

### Фильмография
- The Beachcombers (1972, телесериал)
- Inside Canada (1974, телесериал)
- One Night Stand (1978, телефильм) — Rafe
- Leo and Me (1978, телесериал) — Leo
- Crossbar (1979, телефильм) — Aaron Kornylo
- The Wars (1983) — Robert Ross
- Cross Country (1983) — John Forrest
- Anne’s Story (1984, телефильм)
- Love and Larceny (1985, телефильм) — Charles Chadwick
- The Pirates of Penzance (1985, телефильм) — Pirate King
- All for One (1985, телефильм)
- Adderly (1987, телесериал)
- Much Ado About Nothing (1987, телефильм) — Don John
- Spies, Lies & Naked Thighs (1988, телефильм) — Gunther
- Shadow Dancing (1988) — Alexei
- Сумеречная зона (1989, телесериал) — Josef
- War of the Worlds (1989, телесериал) — Jesse
- Тысячелетие (1989) — Ковентри
- Love and Hate (1989, телефильм) — Tony Merchant
- Street Legal (1989—1994, телесериал) — Scott Farrow #2 / Arthur Fraticelli
- The Hidden Room (1991, телесериал)
- The Shower (1992) — Kevin
- The Song Spinner (1995, телефильм) — Selmo
- Лилии (1996) — Countess de Tilly
- Margie Gillis: Wild Hearts in Strange Times (1996) — Singer / Dancer
- Leonardo: A Dream of Flight (1996, телефильм) — Leonardo DaVinci
- Whiskers (1997, телефильм) — Whiskers (голос)
- Строго на юг (1997, телесериал) — Bruce Spender
- Balls Up (1997, телефильм) — Geoff
- L’histoire de l’Oie (1998, телефильм) — Maurice (англоязычная версия)
- The Legend of Sleepy Hollow (1999, телефильм) — Ichabod Crane
- Twice in a Lifetime (2000, телесериал) — Harry
- В глубине (2000) — Портер
- The City (2000, телесериал) — Sam
- Арарат (2002) — Philip
- The Event (2003) — Brian Knight
- Elizabeth Rex (2004, телефильм) — Ned Lowenscroft
- This Is Wonderland (2005, телесериал)
- Prairie Giant: The Tommy Douglas Story (2006, минителесериал) — Secretary Balsam
- Lightchasers (2007, Short) — Man
- Romeo and Juliet (2014) — Friar Laurence
- The Whale (2014, Short) — Ryley Crewson

### Театр
- Jacques Brel Is Alive and Well and Living in Paris (1972)
- Bent (1981)
- Гамлет (1986)
- Кабаре (1987)
- Unidentified Human Remains and the True Nature of Love (1990)
- Kiss of the Spider Woman (1993—1995)
- Сирано де Бержерак (1994)
- Ричард II (1995)
- High Life (1996)
- Дон Карлос (1998)
- Parade (1998—1999)
- Скрипач на крыше (2000)
- Larry’s Party (2001)
- Король Лир (2004)
- Lord of the Rings (2006)
- The Elephant Man (2007)
- Как вам это понравится (2010)
- Ромео и Джульетта (2013)
- Evangeline (2015)
- Двенадцатая ночь (2017)
- The School for Scandal (2017)